# Людвиг Гастон Саксен-Кобург-Готский
Людвиг Гастон Саксен-Кобург-Готский ((нем. Ludwig Gaston von Sachsen-Coburg und Gotha) при рождении Людвиг Гастон Мария Клемент Михаил Габриэль Рафаэль Гонзага нем. Ludwig Gaston Clemens Maria Michael Gabriel Raphael Gonzaga, 15 сентября 1870, замок Эбенталь, Эбенталь, — 23 января 1942, Инсбрук) — немецкий принц из Саксен-Кобург-Готской династии, сын принца Августа Саксен-Кобург-Готского и Леопольдины Бразильской, внук императора Педру II.

## Биография
Людвиг Гастон родился 15 сентября 1870 года в замке Эбенталь, расположенном в ярморочной коммуне Эбенталь (Нижняя Австрия). Принц стал самым младшим сыном в семье принца Августа Саксен-Кобург-Готского и его супруги бразильской принцессы Леопольдины, дочери императора Бразилии Педру II и Терезы Кристины Бурбон-Сицилийской. Рос в Бразилии, где правил его дед-император. Имел трех старших братьев Педро, Августа и Жозе. Последний скончался в возрасте 19 лет. Мать умерла в 1871 году от лихорадки. В 1889 году монархия в Бразилии рухнула, и семья переехала в Европу.
Принц поступил в Терезианскую академию, которую окончил с отличием в 1892 году. После этого он был переведен в 4-й Тирольский полк, где получил звание первого лейтенанта. 29 марта 1900 года принц был переведен в Первый Тирольский Императорский истребительный полк в Инсбурге, где 1 мая 1903 года получил звание капитана.

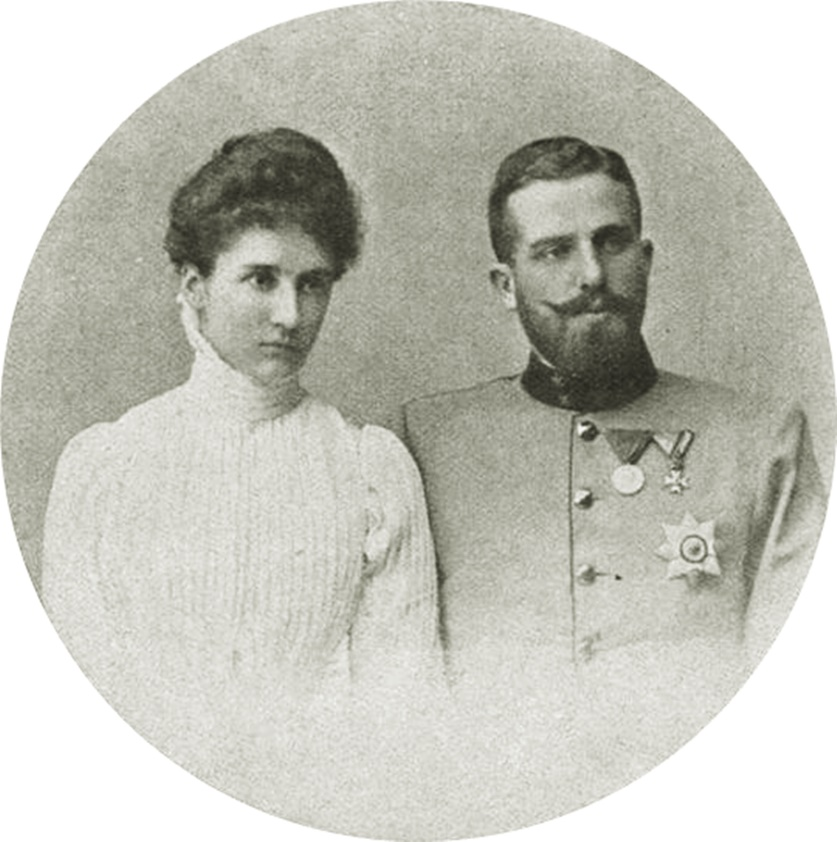
Людвиг Гастон вместе с первой супругой Матильдой

1 мая 1900 года принц взял в жены принцессу Матильду (1877—1906) — дочь короля Баварии Людвига III и Марии Терезы Австрийской. Свадьба прошла в Мюнхене. В браке родилось двое детей:
- Антониус (1901—1970) — был женат на Луизе Мергофер, детей не имел;
- Мария Иммакулата (1904—1940) — умерла бездетной и незамужней.

В 1906 году Матильда умерла в Давосе от чахотки. Её похоронили в церкви святых Петра и Павла в Родене.
30 ноября 1907 года женился повторно на графине Анне Трауттмансдорф-Вайнсберг (1873—1943). Супруги стали жить как частные лица, посвящая себя семье. От второго брака принц имел дочь:
- Жозефина Мария (1911—1997) — супруга барона Рихарда Баратта-Драгоно (1901—1998), двое детей, развелись в 1945 году.

Принц Людвиг Гастон скончался 23 января 1942 года в Инсбруке и был похоронен в церкви Святого Августина в Кобурге. Был кавалером ордена дома Саксен-Эрнестинского.